# Belawan
Belawan est une ville portuaire sur la côte du nord est de Sumatra, en Indonésie. Située sur la rivière Deli, près de la ville de Medan, Belawan est le port le plus actif d'Indonésie après ceux de Java.
Un service régulier de ferry relie Belawan à Penang, en Malaisie. Il y a également des ferry jusqu'à Satun, en Thaïlande.
Le port a été construit en 1890, pour transporter le tabac. 
Le port s'est étendu en 1907, pour le commerce avec la Chine. 
Dans les années 1920, l'activité du port s'est développée, en même temps que les plantations de caoutchouc et de palmier à huile dans le nord de Sumatra.
En 1938, le port était le plus grand des Indes néerlandaises.
Le volume d'activité s'est considérablement réduit à l'indépendance de l'Indonésie, et n'a retrouvé son niveau que dans les années 1960.
Restructuré en 1985 avec la construction d'un terminal à conteneur, il a immédiatement capté 20 % des exportations en conteneur indonésiennes. Les principales exportations concernent le caoutchouc, l'huile de palme, le thé et le café.